# Jackie Cataline
Jackie Cataline (ur. 27 maja 1988) – amerykańska zapaśniczka. Złoty medal na mistrzostwach panamerykańskich w 2006 roku, Zawodniczka Norco High School.